# Pholcus circularis
Pholcus circularis is een spinnensoort uit de familie trilspinnen (Pholcidae). De soort komt voor in Sao Tomé.